# Каполона
Каполона (італ. Capolona) — муніципалітет в Італії, у регіоні Тоскана,  провінція Ареццо.
Каполона розташована на відстані близько 195 км на північ від Рима, 55 км на південний схід від Флоренції, 11 км на північ від Ареццо.
Населення — 5466 осіб (2014).
Щорічний фестиваль відбувається 8 вересня. 

## Демографія
Населення за роками:

Станом на 1 січня 2023 року в муніципалітеті офіційно проживали 394 іноземці з 39 країн, серед них 195 громадян країн Євросоюзу та 2 громадяни України.

## Сусідні муніципалітети
- Ареццо
- Кастель-Фоконьяно
- Кастільйон-Фібоккі
- Субб'яно
- Талла